# Friedrich Langhoff
Friedrich Langhoff (* 30. Mai 1818 in Schmarsow; † 23. Juli 1887) war Gutsbesitzer und Mitglied des Deutschen Reichstags.

## Leben
Langhoff besuchte die Schule zu Putlitz und widmete sich dann der Landwirtschaft auf seinem Gut in Schmarsow bei Putlitz. Er war Mitglied des Kreistages der Ostprignitz und von 1856 bis 1881 Mitglied des Kommunal- und Provinzial-Landtages der Mark Brandenburg.
Von 1876 bis 1879 war er Mitglied des Preußischen Abgeordnetenhauses und von 1881 bis 1884 des Deutschen Reichstags für den Wahlkreis Regierungsbezirk Potsdam 2 (Ostprignitz) und die Deutsche Fortschrittspartei.